# My Little Princess
My Little Princess è un film franco-rumeno del 2011 diretto da Eva Ionesco.